# Helmut Klemm
Helmut Klemm (* 16. Februar 1908 in Siegen; † 25. Oktober 1969 in Hamburg-Blankenese) war ein deutscher  Flottillenadmiral der Bundesmarine.

## Leben
Helmut Klemm, Sohn eines kaufmännischen Angestellten, trat 1926 in die Reichsmarine ein und wurde am 1. Oktober 1930 Leutnant des Marineingenieurswesens. 1931 war er auf der Schleswig-Holstein.
Am 1. Oktober 1936 wurde er zum Kapitänleutnant des Marineingenieurwesens befördert und war im gleichen Jahr Leitender Ingenieur auf dem Torpedoboot Möwe bei der 4. Torpedobootsflottille in Wilhelmshaven. Von 1937 bis 1939 war er als Personalreferent bei der Marinestation der Nordsee und kam dann auf die Emden. Erst bis Mitte 1940 als Elektroingenieur und bis April 1941 als Leitender Ingenieur. Als Leitender Ingenieur wechselte er bis März 1943 auf die Köln, um anschließend bis Mai 1944 Kommandeur der 19. Marine-Kraftfahr-Abteilung zu sein. Für die Verteidigung von Sewastopol wurde im April 1944 mit der 19. Marine-Kraftfahr-Abteilung ein sogenanntes Marine-Bataillon Klemm gebildet. Im Mai 1944 fiel die Festung Sevastopol wieder in russische Hände und das Bataillon wurde aufgelöst. Bis März 1945 war er als Abteilungskommandeur an der Marinekriegsschule Heiligenhafen und bis Kriegsende Referent im OKM.
1956 trat er in die Bundesmarine ein und war dort als Fregattenkapitän von Juli 1956 bis Dezember 1958 Kommandeur der neu aufgestellten 2. Schiffsstammabteilung in Glücksburg. Von Anfang 1959 bis August 1959 war er als Kapitän zur See Kommandeur zum Marinestützpunktkommando Flensburg-Mürwik. Anschließend kam er bis August 1961 als Chef des Stabes zum Marineabschnittskommando Nordsee und wurde dann Deutscher Bevollmächtigter im NATO-Stab von AFNORTH. Von Februar bis Juni 1962 war er kurz Chef des Stabes des Marineabschnittskommandos Ostsee.
Als Flottillenadmiral war er von Oktober 1964 bis Ende September 1967 Kommandeur der Logistikschule der Bundeswehr in Hamburg. Anschließend ging er in den Ruhestand.
Klemm war verheiratet und hatte vier Kinder.

## Auszeichnungen
- Eisernes Kreuz I. Klasse (1944)
- Deutsches Kreuz in Gold (1945)